# Егберт фон Трир
Егберт фон Трир (на немски: Egbert von Trier; Egbert, Graf von Holland; * ok. 950; † 8 декември 993) от фамилията Герулфинги, е от 976 г. канцлер на империята, от 977 до 993 г. архиепископ на Трир.

## Биография
Той е вторият син на граф Дитрих II от Холандия († 988) и съпругата му Хилдегард Фландърска († 990), дъщеря на граф Арнулф I от Фландрия и Адел дьо Вермандоа. Той е брат на граф Арнулф от Западна Фризия († 993).
След обучението му в манастир Егмонд през 976 г. Егберт става канцлер на Ото II, който през 977 г. го поставя като архиепископ на Трир.